# Adam Łysakowski

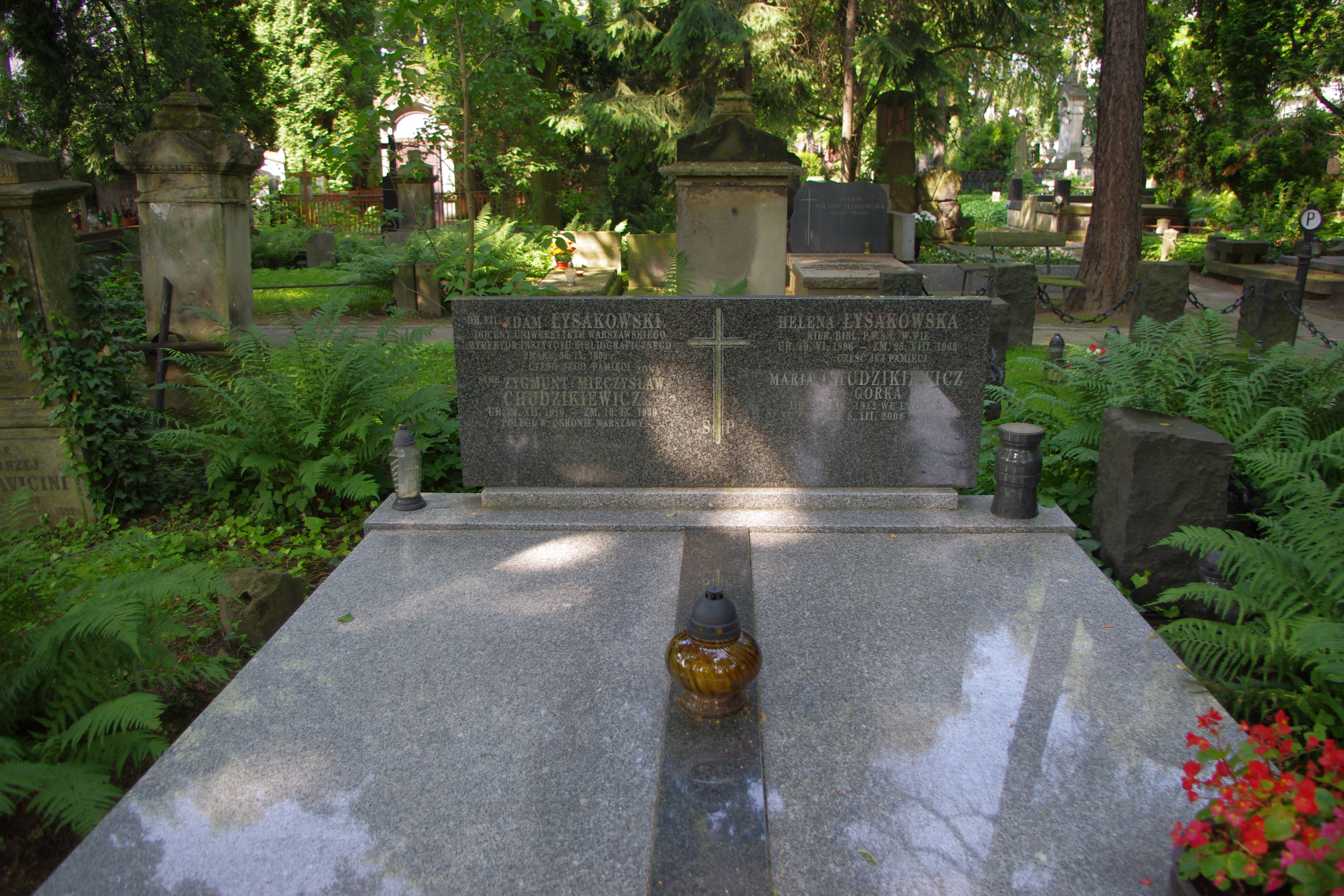
Grób bibliotekarzy Adama i Heleny Łysakowskich na Cmentarzu Ewangelicko-Reformowanym w Warszawie

Adam Gracjan Łysakowski (ur. 18 grudnia 1895 w Stanisławowie, zm. 30 września 1952 w Warszawie) – polski bibliolog, bibliograf, bibliotekarz, bibliotekoznawca, twórca zasad katalogu przedmiotowego w Polsce, wykładowca uniwersytetów, dyrektor bibliotek naukowych, dyrektor Państwowego Instytutu Książki oraz Instytutu Bibliograficznego.

## Życiorys
Ukończył gimnazjum klasyczne w Kołomyi i klasę skrzypiec średniej szkoły muzycznej. W 1913 rozpoczął studia uniwersyteckie w zakresie filozofii, polonistyki i germanistyki na Uniwersytecie Jana Kazimierza we Lwowie.
W 1915 powołany do armii austriackiej, ranny na froncie włoskim w nogę i rękę. Od listopada 1918 do 1925 w Wojsku Polskim: kierownik oddziału bibliotecznego i zastępca szefa w Zarządzie Archiwalnym Dowództwa Okręgu Generalnego Lwowskiego, kierownik Biblioteki Wojskowej Dowództwa Okręgu Korpusu nr VI we Lwowie; w 1919 awansowany na stopień kapitana.
W latach 1919–1921 kontynuował przerwane studia na Uniwersytecie Jana Kazimierza we Lwowie. W 1926 obronił pracę doktorską pt. Uczucie jako podstawa oceny wartości (promotor prof. Kazimierz Twardowski).
1 lipca 1925 został bibliotekarzem w Uniwersyteckiej Bibliotece Publicznej w Wilnie, a następnie kierownikiem Działu Książek. Od 1930 do grudnia 1939 dyrektor Biblioteki Uniwersyteckiej w Wilnie. W 1928 opublikował pracę Katalog przedmiotowy. Teoria.
W latach 1926–1939 był sekretarzem Związku Bibliotekarzy Polskich, w 1930–1939 prezesem Koła Wileńskiego Związku, W okresie 1939–1949 przewodniczący Rady i Zarządu Głównego Związku Bibliotekarzy i Archiwistów Polskich.
W latach międzywojennych był kuratorem Synodu Ewangelicko-Reformowanego w Wilnie i kierownikiem biblioteki Synodu.
Od grudnia 1940 do maja 1941 pracował w Bibliotece Towarzystwa Przyjaciół Nauk w Wilnie. W 1943 był więziony jako zakładnik. Od stycznia 1944 przebywał w Warszawie i pracował w bibliotekach: Narodowej i Uniwersyteckiej; brał udział w ratowaniu warszawskich zbiorów bibliotecznych po powstaniu warszawskim.
W 1945 pracował w Bibliotece Jagiellońskiej w Krakowie, a następnie, do lipca 1946 był kierownikiem referatu bibliotek w Ministerstwie Oświaty. W 1946 opublikował pracę Katalog przedmiotowy. Podręcznik, napisaną jeszcze przed wojną, stanowiącą instrukcję katalogowania przedmiotowego (przez pół wieku podstawa opracowywanych w kraju katalogów przedmiotowych).
W latach 1946–1949 był organizatorem i dyrektorem Państwowego Instytutu Książki w Łodzi; w latach 1946–1948 kierował Biblioteką Uniwersytetu Łódzkiego, w roku akademickim 1945/46 prowadził wykłady z bibliotekarstwa na Uniwersytecie Łódzkim. W 1948 uzyskał na Wydziale Humanistycznym Uniwersytetu Łódzkiego stopień doktora habilitowanego w zakresie bibliologii (kolokwium habilitacyjne 28 maja 1948) na podstawie prac: Katalog przedmiotowy. Teoria z 1928 oraz Katalog przedmiotowy. Podręcznik z 1946.
W 1949 przeszedł na stanowisko dyrektora Instytutu Bibliograficznego Biblioteki Narodowej w Warszawie. Uczestniczył w zorganizowaniu Komisji Bibliograficznej Polskiego Komitetu Normalizacyjnego. W roku akademickim 1951/52 prowadził wykłady z bibliografii na Uniwersytecie Warszawskim. Pełnił funkcje redaktora „Biuletynu Instytutu Bibliograficznego” oraz „Biuletynu Państwowego Instytutu Książki”.
Jest autorem ponad 140 publikacji. W pracy naukowej interesował się organizacją i normami pracy bibliotekarskiej, opracowaniem treściowym (rzeczowym) dokumentów, informacją naukową i dokumentacją, bibliografią, normalizacją i terminologią bibliograficzną, czytelnictwem, społeczną rolą książki, nauką o książce, zawodem i kształceniem bibliotekarzy.
Dwukrotnie żonaty: z Anną Enlicher miał córkę Janinę, zamordowaną przez gestapo we Lwowie; a od 1930 z Heleną z Matejków (1896–1969), bibliotekarką, literatką i publicystką.
Zmarł 30 września 1952 w Warszawie. Został pochowany na Cmentarzu Ewangelicko-Reformowanym w Warszawie przy ul. Żytniej 4 października 1952 (kwatera P-2-2).
Od 1983 Stowarzyszenie Bibliotekarzy Polskich przyznaje Nagrodę Naukową SBP im. Adama Łysakowskiego dla autorów prac badawczych o dużym znaczeniu dla rozwoju teorii i praktyki bibliotekarstwa i informacji naukowej.

## Najważniejsze prace
- Określenie bibliografii: przedmiot, metody i zadania na tle nauki o książce. „Biuletyn Instytutu Bibliograficznego” 1950, t. 3, nr 2, s. 15–43. (wznowienie Warszawa: Biblioteka Narodowa, 1995).
- Zagadnienie treści i wartości książki w bibliografii. „Biuletyn Instytutu Bibliograficznego” 1953, t. 3, nr 9, s. 197–233.
- Katalog przedmiotowy. Cz. 1, Teoria. Wilno: Tow. Przyjaciół Uniw. Biblioteki Publ., 1928 (wyd. 2 Warszawa: SBP, 2002 ISBN 83-87629-93-6).
- Katalog przedmiotowy: podręcznik. Warszawa: Państwowe Zakłady Wydawnictw Szkolnych, 1946.
- Mój pamiętnik 1911–1919: fragmenty. Warszawa: SBP, 2002. ISBN 978-83-87629-95-3.

## Odznaczenia
- Srebrny Wawrzyn Akademicki (5 listopada 1938)[7]